# Kinsman (Illinois)
Pour les articles homonymes, voir Kinsman.
Kinsman est un village du comté de Grundy dans l'Illinois, aux États-Unis,. Situé au sud-ouest du comté, il est incorporé le 22 juin 1886.

## Démographie
Lors du recensement de 2010, le village comptait une population de 99 habitants. Elle est estimée, en 2016, à 97 habitants.

## Source de la traduction
- (en) Cet article est partiellement ou en totalité issu de l’article de Wikipédia en anglais intitulé « Kinsman, Illinois » (voir la liste des auteurs).